# Amen (песня Винсента Буэно)
Amen (с англ. — «Аминь») — песня австрийского певицы Винсента Буэно, с которой представлял Австрию на конкурсе «Евровидение-2021» в Роттердаме, Нидерланды. По словам музыканта, песня была посвящена его мертворождённой дочери.

## Участие на Евровидении
26 марта 2020 года ORF подтвердила, что Винсент Буэно будет представлять Австрию на конкурсе 2021 года.
65-й конкурс «Евровидение» прошел в Роттердаме, Нидерланды и состоял из двух полуфиналов 18 мая и 20 мая 2021 года, а финал состоялся 22 мая 2021 года. 17 ноября 2020 года было объявлено, что Австрия выступит в первой половине второго полуфинала конкурса. За свое исполнение певец получил 66 баллов и 12 место в полуфинале из-за чего не был допущен в финал.